# José Costa
José Alberto Costa (sinh ngày 31 tháng 10 năm 1953) là một cầu thủ bóng đá người Bồ Đào Nha.

## Đội tuyển bóng đá quốc gia Bồ Đào Nha
José Alberto Costa thi đấu cho đội tuyển bóng đá quốc gia Bồ Đào Nha từ năm 1978-1983.

## Thống kê sự nghiệp
| Đội tuyển bóng đá Bồ Đào Nha | Đội tuyển bóng đá Bồ Đào Nha | Đội tuyển bóng đá Bồ Đào Nha |
| Năm                          | Trận                         | Bàn                          |
| ---------------------------- | ---------------------------- | ---------------------------- |
| 1978                         | 5                            | 1                            |
| 1979                         | 3                            | 0                            |
| 1980                         | 4                            | 0                            |
| 1981                         | 7                            | 0                            |
| 1982                         | 1                            | 0                            |
| 1983                         | 4                            | 0                            |
| Tổng cộng                    | 24                           | 1                            |